# 2008 год в Китае

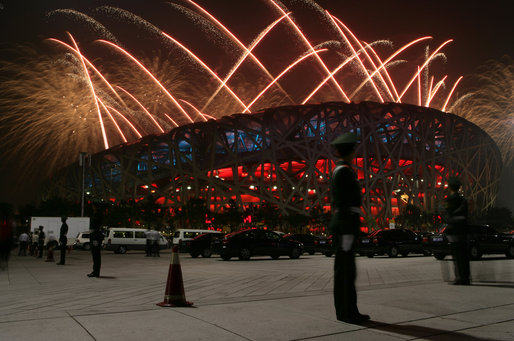
Церемония открытия летних Олимпийских игр в Пекине

Список событий, произошедших в 2008 году в истории Китая.

## 27 июня(пятница)
- Разведением больших панд, которые находятся под угрозой вымирания, планируют заняться город Гуанчжоу. В Гуанчжоу находится парк-сафари Сянцзян, который, по мнению его руководства, может предоставить все необходимые условия для содержания панд. Парк обладает прекрасной современной инфраструктурой; его специалисты имеют богатый опыт с редкими животными, такими, как панды, коалы, золотые обезьяны. В данный момент в парке-сафари содержится десять панд, пять из которых прибыли в Гуандун на текущей неделе из пострадавшей от землетрясения провинции Сычуань.[1]
- Объём валютных резервов Китая к концу мая возрос до новой рекордной отметки в 1,8 трлн, что однако свидетельствует о замедлении темпов роста показателей.[2]

## 15 июня(воскресенье)
- На юго-западе Китая в результате наводнения, вызванного проливными дождями, погибли 55 человек, ещё семь считаются пропавшими без вести. Стихия нанесла удар по девяти китайским провинциям, среди которых и провинция Сычуань, пострадавшая в результате сильного землетрясения 12 мая этого года. Власти в экстренном порядке эвакуировали около 1,3 млн жителей провинций.

По мнению специалистов, в ближайшие 10 дней сильные дожди в провинциях Сычуань, Гуйчжоу и Юньнань продолжатся. При этом уровень воды в реках, озёрах и водохранилищах повысился до опасного, что делает угрозу новых наводнений крайне серьёзной.
В провинции также продолжаются разборы завалов. По последним данным, число жертв землетрясения превысило 70 тыс., ещё 17 тыс. человек числятся пропавшими без вести. Однако прогнозы неутешительны: спасатели подполагают, что число погибших может превысить 80 тыс. человек.

## 13 июня(пятница)
- Материковый Китай и Тайвань договорились об открытии регулярных чартерных авиарейсов. Чартерные беспосадочные рейсы будут осуществляться с пятницы по понедельник и свяжут четыре аэропорта в КНР с четырьмя на острове. В то же время, речь идёт не о прямых перелётах — они будут пока осуществляться транзитом через воздушное пространство Гонконга. Возобновление диалога между материком и «мятежным» островом стало возможным после недавней смены власти на Тайване. Новая администрация острова во главе с Ма Инцзю (партия Гоминьдан) выступила за улучшение экономических и культурных связей с КНР при сохранении политического статус-кво.[4]

## 12 июня(четверг)
- По распоряжению властей Гонконга санитарные службы провели операцию по истреблению всего поголовья кур, продающихся на городских рынках. Это связано с тремя новыми случаями обнаружения вируса птичьего гриппа наиболее опасной разновидности H5N1 в торговых лавках. В общей сложности было забито порядка 3500 кур. Их продавцам предложена компенсация в размере 30 гонконгских долларов за птицу (3,8 долл. США).[5]
- Государственное статистическое управление КНР объявило, что в Китае индекс потребительских цен (CPI) в мае вырос на 7,7 % в годовом исчислении. Это меньше, чем апрельский показатель в 8,5 %. Тем не менее, инфляционное давление в стране остаётся высоким, несмотря на попытки властей сдержать рост цен, прежде всего, на продовольствие — мясо и зерно. В мае еда подорожала на 19,9 % в годовом исчислении.[6]

## 22 ноября(вторник)
В этот день в 13 часов по пекинскому времени (08:00 МСК) самый большой в мире пассажирский самолёт Airbus A380 прибыл в Новый аэропорт Байюнь города Гуанчжоу — свой первый пункт назначения в ходе «турне» по Китаю. В аэропорту было произведено официальное освидетельствование и устроен показательный полёт. Это первое прибытие Airbus A380 в аэропорт на территории материкового Китая.

## 10 ноября(пятница)
- Доллар снизился до двухмесячного минимума против европейской валюты на фоне заявления Народного банка Китая. В четверг глава Народного банка Китая Чжоу Сяочуань заявил, что у Пекина есть чёткий план диверсификации валютных резервов. Участники валютного рынка отреагировали на сообщение как на сигнал к началу продажи долларовых активов Китаем. Новость носила явно негативный для доллара характер, и с её появлением на валютном рынке усилился понижательный настрой в отношении американской валюты.
- Из-за сильнейшей за последние несколько лет засухи более 2,4 млн жителей южной части Китая страдают от нехватки питьевой воды. По данным метеорологов, в октябре 2006 г. в Гуанси-Чжуанском автономном районе выпало более чем в 2 раза меньше осадков, чем в прошлом году. При этом в 8 округах провинции за последний месяц не упало ни единой капли дождя, а температуры держатся на аномально высоком уровне — в среднем на 2,5 градуса выше климатической нормы.

## 6 ноября(понедельник)
- В субботу в г. Гуанчжоу — административном центре южнокитайской провинции Гуандун открылся 4-й Всекитайский (Гуанчжоуский) фестиваль половой культуры.

Вице-президент оргкомитета фестиваля Чжу Цзямин отметил, что в последние годы в Китае непрерывно растёт интерес населения к половому воспитанию. Предыдущий фестиваль посетили около 300 тыс. человек. Некоторые представители среднего и старшего поколений тоже прошли «пропущенные уроки» на фестивале. Изменения традиционного взгляда китайцев на секс позволит распространению знаний по борьбе с венерическими заболеваниями и СПИДом.
- В воскресенье во второй половине дня закрылся Пекинский саммит в рамках Форума сотрудничества «Китай-Африка». Выступая на церемонии закрытия, Ху Цзиньтао сказал, что «в течение двух дней мы в дружественной и деловой атмосфере провели полномасштабный обмен мнениями по вопросам развития китайско- африканских отношений и основным международным и региональным проблемам, достигли важного консенсуса и добились плодотворных результатов».